# Giorgio Grognet de Vassé
Giorgio Grognet de Vassé (1774 – Mosta, 1862) è stato un architetto maltese.

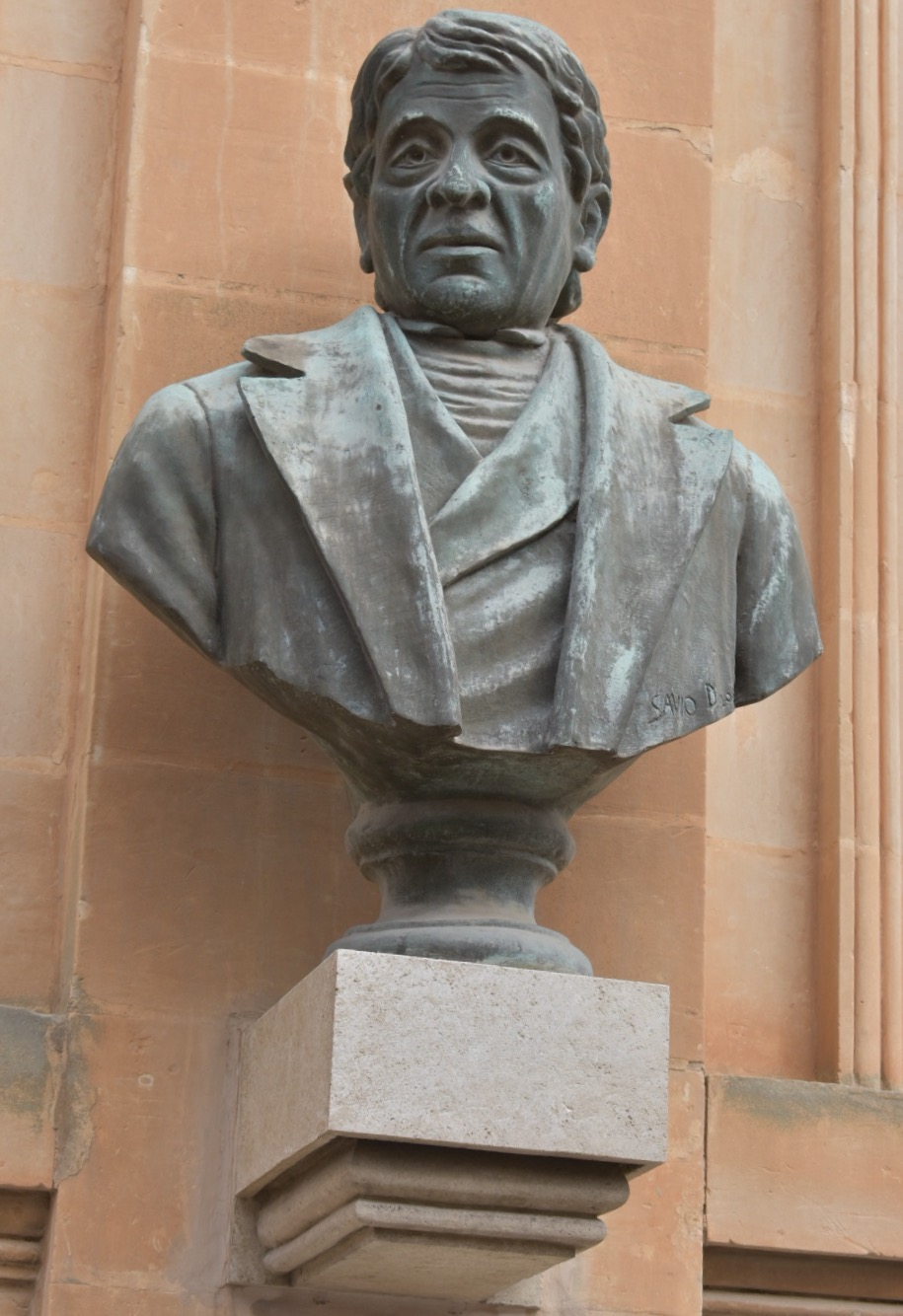
Busto di Grognet a Musta

Ideatore ed autore della celebre Rotonda di Mosta (1833), la terza cattedrale più grande d'Europa, che si erge nell'omonima cittadina maltese.
Sua è l'elaborazione della teoria, non del tutto suffragata da evidenze archeologiche, che l'isola di Malta fosse un residuo della mitica Atlantide. Egli sosteneva che nel museo di Siracusa si conservava un reperto di Atlantide: un capitello. Grognet de Vassé era infatti convinto che gli atlantidei dopo la distruzione della loro isola si fossero divisi in colonie (lo stesso Antico Egitto, secondo il maltese, non era altro che una colonia atlantidea) e quel capitello richiamava il particolare stile egizio (a suo dire prova inconfutabile della presenza atlantidea in quei luoghi). Al capitello aggiungeva un idoletto, rinvenuto nei pressi di Scicli e una medaglia rinvenuta a Naxos; anch'essi di presunta provenienza atlantidea. Il maltese tuttavia è stato spesso coinvolto in falsificazioni di iscrizioni o travisamenti di reperti.

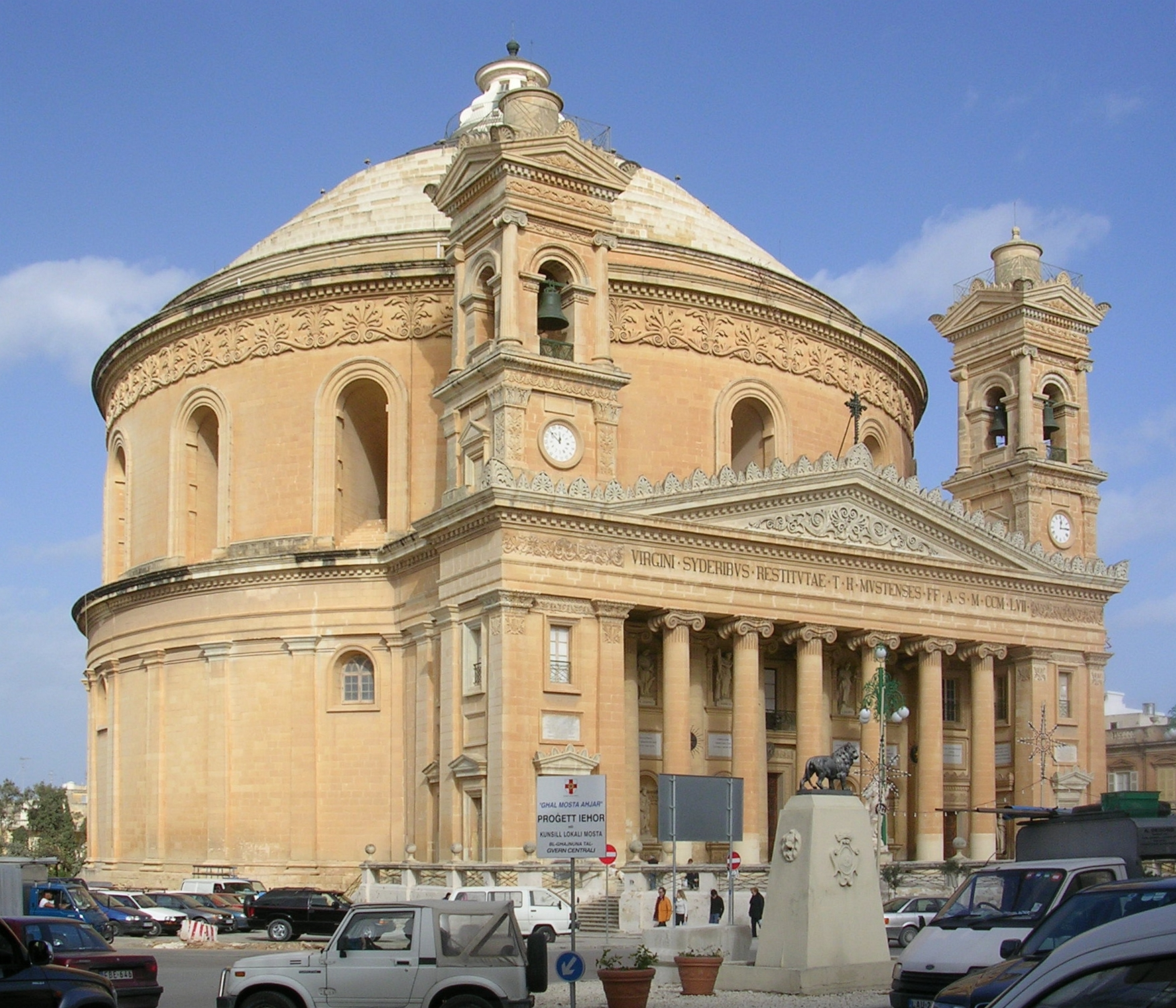
Rotonda di Mosta

## Opere
- Su un idoletto atlantico, su una moneta di Nasso in Sicilia e sopra un capitello atlantico esistente al Museo di Siracusa, 1842
- Cenno Archeologico, 1842
- Epilogo della Atlantide, 1854